# 布鲁斯·海斯
布鲁斯·海斯（英語：Bruce Hayes，1963年3月8日—），美国男子游泳运动员。他曾代表美国参加1984年夏季奥林匹克运动会游泳比赛，获得男子4×200米自由泳接力金牌。